# Sandrine Aubert
Sandrine Aubert (* 6. Oktober 1982 in Échirolles, Département Isère) ist eine ehemalige französische Skirennläuferin. Sie war vor allem in den Disziplinen Slalom und Super-Kombination erfolgreich.

## Biografie
Aubert wuchs im Wintersportort Les Deux Alpes auf. Als Achtjährige nahm sie erstmals an Skirennen teil, mit elf Jahren wurde sie in das Jugendkader der Region Dauphiné aufgenommen und gehörte stets zu den Besten ihres Jahrgangs. Sie bestritt im Dezember 1997 ihr erstes FIS-Rennen, im Dezember 1998 folgte der erste Einsatz im Europacup. In der Folge blieben ihre Leistungen eher unauffällig, so war sie an Juniorenweltmeisterschaften nie besser als auf dem 16. Platz.
Am 29. November 2003 fuhr Aubert in Park City erstmals in einem Weltcup-Rennen. Allerdings dauerte es relativ lange, bis sie ihr Talent auch umsetzen konnte und den Durchbruch an die Weltspitze schaffte. Bis zum Gewinn der ersten Weltcuppunkte verstrichen nochmals mehr als zwei Jahre; am 4. März 2006 erreichte sie in der Super-Kombination in Kvitfjell den 27. Platz.
Im Europacup konnte Aubert in der Saison 2005/06 zwei Slalomsiege feiern, womit sie sich den Gewinn der Disziplinenwertung sicherte. 2007 nahm sie erstmals an Weltmeisterschaften teil, kam jedoch nicht über den 18. Platz hinaus. Im selben Jahr wurde sie französische Slalommeisterin. Nach mehreren Weltcup-Ergebnissen unter den besten 20 erreichte sie am 22. Dezember 2007 den fünften Platz in der Super-Kombination von St. Anton. Dieses Ergebnis bestätigte sie eine Woche später mit dem sechsten Platz im Slalom von Lienz.
In der Saison 2008/09 setzte sich Auberts Aufstieg mit zunächst drei Ergebnissen unter den besten zehn weiter fort. Bei den Weltmeisterschaften 2009 in Val-d’Isère wurde sie Neunte der Super-Kombination. Im WM-Slalom lag sie nach dem ersten Lauf eher überraschend auf dem dritten Zwischenrang, fiel dann aber im zweiten Lauf nach einem schweren Fahrfehler weit zurück. Am 7. März 2009 gelang ihr schließlich im Slalom von Ofterschwang der erste Weltcupsieg. Dieses Ergebnis konnte sie eine Woche später in Åre bestätigen, als sie wiederum einen Weltcupslalom gewann.
Auch in der Saison 2009/10 konnte sich Aubert an der Weltspitze behaupten und gewann zwei weitere Weltcupslaloms. Insgesamt erreichte sie Platz vier im Slalomweltcup und Rang 14 im Gesamtweltcup. Bei den Olympischen Winterspielen 2010 in Vancouver erzielte sie als beste Französin den fünften Platz im Slalom, während sie in der Super-Kombination nur 20. wurde. Weniger erfolgreich als in den letzten beiden Jahren war Aubert im Winter 2010/11. Sie fuhr nur in zwei Weltcuprennen unter die schnellsten zehn und fiel auf Platz 21 im Slalomweltcup zurück. Bei den Weltmeisterschaften 2011 in Garmisch-Partenkirchen wurde sie 25. im Slalom. Sehr enttäuschend verlief die Saison 2011/12, in der ihr bestes Weltcupergebnis ein 15. Platz in Kranjska Gora war.
Auch in den zwei folgenden Saisons erreichte sie bei weitem nicht mehr das Niveau ihrer erfolgreichsten Jahre. Nachdem ihre Ergebnisse für eine erneute Teilnahme an Olympischen Spielen nicht ausreichend gewesen waren, erklärte sie Anfang Februar 2014 ihren sofortigen Rücktritt.

## Erfolge

### Olympische Spiele
- Vancouver 2010: 5. Slalom, 20. Super-Kombination

### Weltmeisterschaften
- Åre 2007: 18. Slalom, 23. Super-Kombination
- Val-d’Isère 2009: 9. Super-Kombination, 26. Slalom
- Garmisch-Partenkirchen 2011: 25. Slalom
- Schladming 2013: 20. Slalom

### Juniorenweltmeisterschaften
- Québec 2000: 34. Abfahrt, 46. Riesenslalom
- Tarvisio 2002: 16. Slalom, 36. Riesenslalom

### Weltcup
- Saison 2007/08: 4. Kombinationsweltcup
- Saison 2008/09: 5. Slalomweltcup
- Saison 2009/10: 4. Slalomweltcup
- 5 Podestplätze, davon 4 Siege:

| Datum             | Ort          | Land        | Disziplin |
| ----------------- | ------------ | ----------- | --------- |
| 7. März 2009      | Ofterschwang | Deutschland | Slalom    |
| 13. März 2009     | Åre          | Schweden    | Slalom    |
| 13. Dezember 2009 | Åre          | Schweden    | Slalom    |
| 3. Januar 2010    | Zagreb       | Kroatien    | Slalom    |

### Europacup
- Saison 2005/06: 1. Slalomwertung
- 8 Podestplätze, davon 2 Siege:

| Datum             | Ort           | Land       | Disziplin |
| ----------------- | ------------- | ---------- | --------- |
| 17. Dezember 2005 | St. Sebastian | Österreich | Slalom    |
| 23. Februar 2006  | Vrátna        | Slowakei   | Slalom    |

### Weitere Erfolge
- 3 französische Meistertitel (Slalom 2007 und 2011, Parallelslalom 2008)
- 16 Siege in FIS-Rennen (15× Slalom, 1× Riesenslalom)